# アルブレシャ・レゼピ
アルブレシャ・レゼピ（Arbresha Rexhepi、マケドニア語: Арбреша Реџепи、2000年10月31日 - ）は、北マケドニアの柔道家。柔道の練習をしていた兄を父親と共に迎えに行っていたのをきっかけに、2009年から柔道を始めた。2021年の東京オリンピックの女子52kg級に出場した。開会式ではテコンドー選手で同大会銀メダリストのデヤン・ゲオルギエフスキと共に旗手を務めた。

## 主な戦績
| 年   | 大会                     | 開催地   | 種目   | 結果      | 備考 |
| ---- | ------------------------ | -------- | ------ | --------- | ---- |
| 2018 | 地中海競技大会           | タラゴナ | 52kg級 | 1回戦敗退 |      |
| 2019 | ヨーロッパ柔道選手権大会 | ミンスク | 52kg級 | 1回戦敗退 |      |
| 2021 | オリンピック             | 東京     | 52kg級 | 1回戦敗退 |      |